# Аманкул, Абилхан Бекмуратович
Абилхан Бекмуратович Аманкул (каз. Әбілхан Бекмұратұлы Аманқұл)(род. 29 июля 1997, Тараз, Казахстан) — казахский боксёр-любитель. Серебряный призёр чемпионата мира (2017), вице-чемпион Азиатских игр (2018), бронзовый призёр чемпионата Азии (2017), трехкратный чемпион Казахстана (2016, 2018, 2020) в любителях.

## Любительская карьера
Живёт и тренируется в Таразе. Его тренер Нурлан Акурпеков — был главным тренером трёхкратного чемпиона Всемирной серии бокса (WSB) полупрофессионального клуба «Astana Arlans».
В ноябре 2016 года 19-летний Абилхан впервые стал чемпионом Казахстана.
В марте 2017 года победил на Международном турнире «Chemistry Cup» в Галле (Германия), который называют «малым чемпионатом мира». В мае на чемпионате Азии 2017 года в Ташкенте (Узбекистан) завоевал бронзу в категории до 75 кг. В полуфинале Аманкул проиграл (0-5) узбекскому боксёру Исраилу Мадримову, который в итоге стал чемпионом. В июне 2017 года выиграл Кубок Президента в Астане. На чемпионате мира 2017 года в августе в Гамбурге (Германия) завоевал серебро в категории до 75 кг. Победил сенсационно в четвертьфинале чемпиона мира и олимпийского чемпиона Рио-2016 кубинца Арлена Лопеса (3-2), а в полуфинале обыграл бронзового призёра Рио-2016 азербайджанца Камрана Шахсуварлы. Но в финале уступил чемпиону Европы-2017 украинцу Александру Хижняку.
В июне 2018 года снова выиграл Кубок Президента РК в Астане, взяв реванш в полуфинале у узбекского чемпиона Азии Исраила Мадримова.
Национальный олимпийский комитет РК назвал Абилхана Аманкула знаменосцем сборной Казахстана на XVIII летних Азиатских играх в августе 2018 года в Джакарте (Индонезия). Но в финале Игр Абилхан уступил тому же Мадримову по очкам (2-3). В ноябре 2018 Аманкул в финале чемпионата Казахстана в Актау вывихнул левое плечо, но вправил его и победил представителя Мангыстауской области Ерика Альжанова со счетом 5:0, став двукратным чемпионом республики.
В июне 2019 года выиграл в Атырау XI международный турнир по боксу памяти Исатая Тайманова и Махамбета Утемисова, победив в финале бронзового призёра чемпионата Азии-2019 киргиза Эркина Адылбек уулу.
В апреле 2021 года завоевал серебро в весе до 75 кг на международном турнире «Кубок Губернатора Санкт-Петербурга». Перед финалом Аманкул снялся из-за травмы, и победу без боя присудили россиянину Глебу Бакши.
Примечание: Команда Аманкула снялась с финального боя против Бакши.